# MO Béjaïa
Mouloudia Olympique de Béjaïa (arab. مولودية بجاية) w skrócie MO Béjaïa – algierski klub piłkarski, grający w pierwszej lidze algierskiej, mający siedzibę  w mieście Bidżaja.

## Historia
Klub został założony w 1954 roku. W sezonie 2014/2015 klub osiągnął swoje pierwsze sukcesy. Wywalczył wicemistrzostwo kraju, tracąc w tabeli jeden punkt do mistrza ES Sétif. Z kolei 2 maja 2015 zagrał w finale Pucharu Algierii i wygrał w nim 1:0 z RC Arbaâ. W listopadzie 2015 przegrał mecz o Superpuchar Algierii z ES Sétif (0:1)
.

## Stadion
Domowe mecze klub rozgrywa na stadionie o nazwie Stadion Jedności Magrebu w Bidżaji. Stadion może pomieścić 18000 widzów.

## Sukcesy
- Championnat National de Première Division:

wicemistrzostwo (1): 2015
- Puchar Algierii:

zwycięstwo (1): 2015
- Puchar Konfederacji:

finał (1): 2016

## Występy w afrykańskich pucharach
| Sezon | Rozgrywki           | Runda    | Kraj                          | Klub              | Dom | Wyjazd | Dwumecz |
| ----- | ------------------- | -------- | ----------------------------- | ----------------- | --- | ------ | ------- |
| 2016  | Liga Mistrzów       | wstępna  | Ghana                         | Ashanti Gold SC   | 3–1 | 0–1    | 3–2     |
| 2016  | Liga Mistrzów       | 1        | Tunezja                       | Club Africain     | 2–0 | 0–1    | 2–1     |
| 2016  | Liga Mistrzów       | 2        | Egipt                         | Zamalek SC        | 1–1 | 0–2    | 1–3     |
| 2016  | Puchar Konfederacji | play-off | Tunezja                       | Espérance Tunis   | 0–0 | 1–1    | 1–1     |
| 2016  | Puchar Konfederacji | Grupa A  | Tanzania                      | Young Africans SC | 1–0 | 0–1    | 1–1     |
| 2016  | Puchar Konfederacji | Grupa A  | Ghana                         | Medeama SC        | 1–0 | 0–0    | 1–0     |
| 2016  | Puchar Konfederacji | Grupa A  | Demokratyczna Republika Konga | TP Mazembe        | 0–0 | 0–1    | 0–1     |
| 2016  | Puchar Konfederacji | półfinał | Maroko                        | FUS Rabat         | 0–0 | 1–1    | 1–1     |
| 2016  | Puchar Konfederacji | finał    | Demokratyczna Republika Konga | TP Mazembe        | 1–1 | 1–4    | 2–5     |

## Reprezentanci kraju grający w klubie
Stan na wrzesień 2016.
| - Yacine Amaouche - Rachid Amrane - Ali Bendebka - Rabie Benchergui - Nassim Bounekdja - Saïd Boutaleb - Fodil Dob - Hocine Fenier - Tarek Ghoul - Nassim Hamlaoui | - Samir Kherbouche - Ghouti Loukili - Slimane Ould Mata - Saâd Tedjar - Zahir Zerdab - Morgan Betorangal - Yvan Rajoarimanana - Soumaïla Sidibé - Oumar N'Diaye - Mohammed William N'Doye |